# 新星

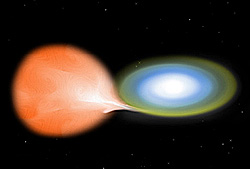
新星の想像図。赤色巨星と降着円盤を伴う白色矮星からなる。

新星（しんせい）は、激変星の一種である。恒星（白色矮星）の表面に一時的に強い爆発が起こり、それまでの光度の数百倍から数百万倍も増光する現象を言う。英語やヨーロッパの言語の多くではノヴァ（nova、複数形 novae）と呼び、変光星の分類としてはN型と言う。他の類似の激変星と区別するために古典新星 (classical nova) と言うこともある。
超新星と名前が似ており、大きく分類すれば同じ激変星であるが、発生原因や増光の原理は大きく異なる。また、「新しい星」が生まれる現象でもない。

## 歴史
1572年、ティコ・ブラーエがSN 1572を発見し、ラテン語で de stella nova （新しい星について）という本を出版した。これが新星 (nova) という語の始まりである。新星そのものは以前から知られていたが、中世からルネサンス期にかけての西洋世界では、キリスト教とそれに基づく世界観が絶対視されており、神の創造した宇宙は永遠に不変であると考えられていた。従って新星や彗星のように短期間で大きく変化する現象は宇宙空間に属するものではなく、地上から近い大気圏内に生じたものであると解釈されていた。ティコはこの本の中で、新星を精密に観測したが動かなかったため、遠く離れた宇宙空間での現象であると主張した。
ティコの新星は現在では超新星に分類される。1930年代までは超新星という概念は天文学になく、新星としてひとくくりにされていた。

## 発生の原理
超新星（特に、II型と呼ばれるもの）の発生原因については、第2次世界大戦の前後に恒星の進化の過程が明らかにされた頃から概略的に知られていたが、新星は、超新星よりはるかに発生頻度が高く観測の機会も多かったにもかかわらず、ようやく発生の機構が明らかにされたのは1970年代に入ってからである。
新星爆発を起こす星は、白色矮星と通常の恒星（主系列星）の連星で、特に双方の距離が小さい近接連星である。距離が小さいので主系列星の表面の水素ガスが白色矮星の強い潮汐作用により流出し、白色矮星の周囲に降着円盤を形成して降り積もる。水素の供給は長期にわたって持続するので、白色矮星表面には次第に水素が堆積する。白色矮星の強い重力のため、落下する水素は大きな運動エネルギーを持つので、白色矮星表面への衝突で大きな熱が発生し、また重力によって圧縮されて密度が高まる。これは核融合反応を起こす条件となる。
太陽をはじめとする通常の恒星の中心部でも、強い重力による高温と高圧のために水素原子核が核融合反応を起こし、大きなエネルギーを発生させているのであるが、そこでは、反応速度が上がってエネルギーが出すぎると温度と圧力が上がるため逆に密度が低下して反応速度が下がる。また反応速度が下がりすぎてエネルギーが少なくなると恒星の重力により中心部は圧縮されて密度が上がり、核融合反応が活発化して多くのエネルギーが出される。
このように、恒星の中心部の核融合反応は負のフィードバックによって調整され、安定してエネルギーを放出し続けるが、白色矮星は縮退した物質でできているため、このような調整が利かない。主系列星から降り注いだ水素が表面で核融合を始めても白色矮星はそのエネルギーを吸収して膨張したり密度を下げたりできないため、核融合反応は急激に進行、つまり暴走し、白色矮星の表面全体が爆発して新星として観測される。爆発後は水素や、核反応で生じたヘリウム・炭素・酸素等のガスを宇宙空間に放出して核反応は終息し、光度は下がってもとの暗い連星系に戻る。

## 新星の種々相

### 頻度
新星爆発後も連星系に大きな変化はなく、相手の恒星から白色矮星への水素の流入は継続するため、いずれ再び新星爆発を起こすこととなる。ただし爆発の間隔は1000年から10万年と推測されており、ほとんどの場合、1度だけの爆発しか観測されていない。
ただし、白色矮星の質量が大きく、連星系のもう片方が赤色巨星の場合は、爆発の間隔は10年から数十年と短くなり、繰り返し爆発が観測される。このような新星は反復新星や回帰新星と呼ばれ、10例程度が発見されている。
降着円盤の崩壊である矮新星とは別の現象であるが、矮新星爆発により白色矮星に水素が供給されるため、矮新星はより長い周期で新星爆発を起こしている可能性が指摘されている。2007年には矮新星きりん座Z星に新星爆発の痕跡星雲が発見された。

### 将来
新星爆発により、白色矮星表面にたまった水素ガスや核融合で形成された元素の大半は宇宙空間に吹き飛ばされ、淡い星雲を形成した後、短期間で空間に散逸してしまうが、一部の水素やその他の元素は表面に残る。従って白色矮星の質量はわずかに増加し、チャンドラセカール限界を越える段階に達すればIa型超新星爆発を起こす可能性が指摘されている。2011年1月16日に発見されたIa型超新星のPTF11kxは、超新星爆発を起こす前に何度か新星爆発を起こした可能性のある最初の天体である。

### 光度
新星が爆発した時の増光量は実に様々で、その原因はよくわからないが、白色矮星の質量や流入する水素の量などと関係が考えられる。反復新星はいずれも増光の度合いが小さく、爆発前と比べるとせいぜい1000倍程度明るくなるだけであるが、これは水素が大量に流入するため、白色矮星表面での加熱・圧縮が早くから進み、蓄積が進まないうちに爆発が起こるためと考えられる。通常の新星は絶対等級で12ないし13等級も光度が上がる。すなわち爆発前と比べると数万倍から10数万倍も増光する。
これまでに観測された最も増光の度合いが大きな新星は、1975年8月に出現したはくちょう座V1500星である。最大光度は1.7等に達したが、それ以前の写真には写っていないほど暗い星であったため、21等かそれより暗かったはずで、少なくとも1900万倍、或いは5000万倍も光度が増加した可能性がある。

### 分類
国際天文学連合 (IAU) とシュテルンベルク天文研究所により編纂されている変光星総合カタログ (General Catalogue of Variable Stars; GCVS) では、新星を、減光速度の速い順にNA（fast nova 急新星）、NB（slow nova 緩新星）、NC（very slow nova 超緩新星、共生新星）に分けている。また、複数の爆発が観測されている新星はそれらとは別にNR（反復新星）としている。速い新星は全体に明るく、遅い新星は光度が小さくなり、増光や減光の曲線も不規則になる傾向が強い。
「新星」の名を含むが、超新星、矮新星、X線新星、高輝度赤色新星は新星ではない。古典新星や反復新星とは原因ならびに過程が全く異なっている。
| 出現年                                                     | 出現した星座 | 名称  | 最大光度（等級） | 型       |
| ---------------------------------------------------------- | ------------ | ----- | ---------------- | -------- |
| 1863、1906、1917、1936、1945、1969、1979、1987、1999、2010 | さそり座     | U     | 8.7              | 反復新星 |
| 1866、1946                                                 | かんむり座   | T     | 2.0              | 反復新星 |
| 1901                                                       | ペルセウス座 | GK    | 0.2              | 速い新星 |
| 1918                                                       | わし座       | V603  | -1.4             | 速い新星 |
| 1925                                                       | がか座       | RR    | 1.2              | 遅い新星 |
| 1936                                                       | とかげ座     | CP    | 2.1              | 速い新星 |
| 1942                                                       | とも座       | CP    | 0.5              | 速い新星 |
| 1975                                                       | はくちょう座 | V1500 | 1.7              | 速い新星 |

## 発生と観測
銀河系では1年間に約40個（年間30から60個）の新星が発生していると推測されているが、発見される新星の数ははるかに少なくて年数個である。超新星に比べて光度が小さく、星間物質等の作用で減光が激しいため、遠方で出現したものは光が届かないためである。多くはアマチュア観測者により発見されている。ちなみに 2011年1月〜2013年11月12日の期間での発見された新星は年間5から7個であった。アンドロメダ銀河でも発見されるが、その数は多く、この同じ期間では銀河系の4倍である。
分光計による新星放出星雲の観測では、炭素、窒素、酸素、ネオン、マグネシウムといった重元素が検出されている。星間物質への新星の寄与は少なく、超新星の1/50、赤色巨星や超巨星の1/200程度である。
新星の絶対等級は-7.5等と-8.8等の二峰分布を示すため、銀河までの距離を測定するための標準光源に使える。

## 命名
新星が発見されると、まず Nova Scorpii 2007（Nova Sco 2007、さそり座2007年新星）のような名称が付けられる。新星として確定すると、変光星として V1280 Scorpii（V1280 Sco、さそり座V1280）のような名前が付けられる。数字はその星座で発見された変光星の通し番号である。